# Státní archiv v Dubrovníku

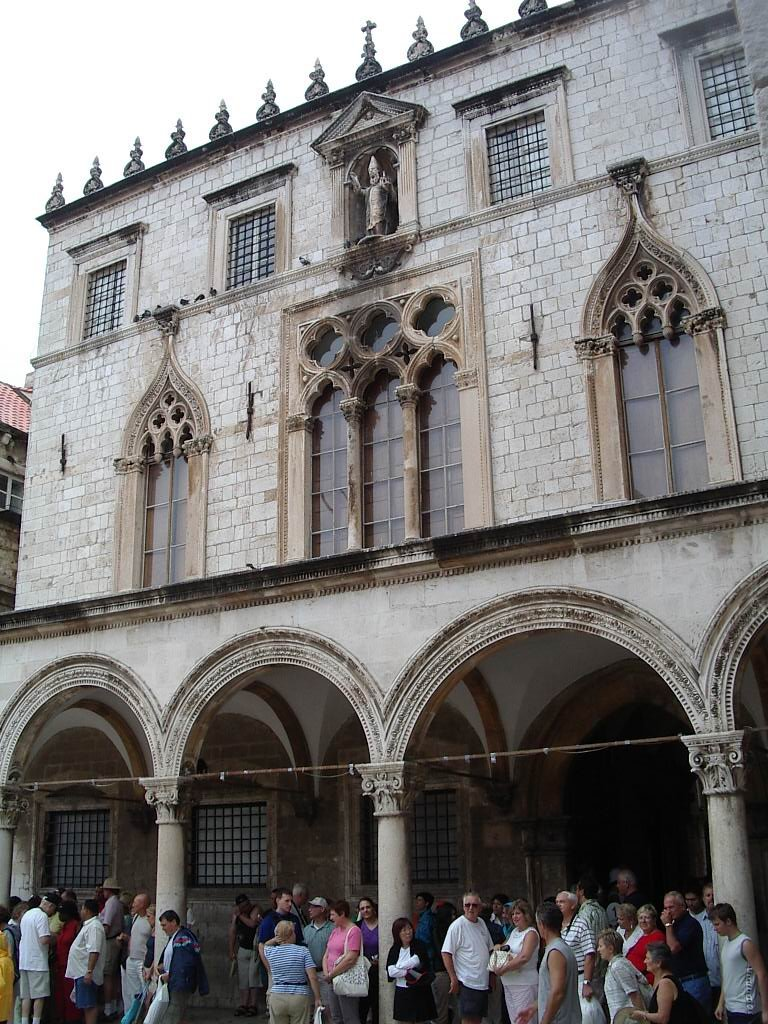
Budova paláce Sponza v centru města, kde archiv sídlí.

Státní archiv v Dubrovníku (chorvatsky Državni arhiv u Dubrovniku) je historicky významná instituce s tradicí sahající až do období Dubrovnické republiky. Má rovněž svůj výzkum v oblasti studia dějin a písemností sousední Bosny a Hercegoviny. Je součástí sítě archivů Republiky Chorvatsko.

## Historie
Vznik dubrovnického archivu je spojen s rozvojem notářské činnosti v období existence Dubrovnické republiky. Písemnosti, které přebírali tehdejší archivníci, byly považovány podle místních zvyklostí za majetek státu.
Archiv samotný byl zřízen nejspíše v letech 1277 nebo 1278. Pro jeho provoz byli povoláni odborníci z území současné Itálie; prvním archivářem zde byl Tomazino de Savere z Lombardie. Ten sestavil první spisy, které byly tříděny tematicky a zaknihovnány. Roku 1284 byl archiv rozdělen na dvě části; Kancelář (kde byly archivovány soudní a státoprávní dokumenty) a Notariát, kde byly schraňovány dokumenty soukromoprávní povahy). V činnosti byl až do vyvrácení republiky Napoleonem v roce 1808. I poté byl nicméně obnoven a pokračoval dále ve své činnosti a byl doplňován dalšími písemnostmi. V současné době patří mezi nejhodnotnější archivy na území Republiky Chorvatsko. Archiv ohrozily požáry v letech 1296, 1463, 1642, 1667, 1706 a 1817; dále zemětřesení v letech 1520 a 1667. Ve 20. století jej války nepoškodily, a to ani obléhání města v 90. letech 20. století. Preventivně byly nicméně fondy během války přemístěny do Itálie.
Z archivovaných dokumentů je nejstarší bula papeže Benedikta VIII. z 27. září 1022, kterým byl udělen titul místnímu arcibiskupovi. Dále se zde nachází doklad o založení benediktinského kláštera na Lokrumu. Mezi klíčové části současného fondu patří také archiv Dubrovnické republiky a následně francouzské okupační správy z první a druhé dekády 19. století.